# 南京大学生物系
南京大學生物學系是中國第一个生物學系，現設在南京大學生命科學學院。

## 歷史
民國9年（1920年），南京高等師範學校成立生物學系，秉志為系主任。民國10年，成立國立東南大學。南京高等師範學校和國立東南大學時期，生物系設在農科。教授還有秉志、胡先驌、陳煥鏞、錢崇澍等人。
民國17年（1928年），校名改為國立中央大學。國立中央大學時期，生物學系設在理學院，曾一度分為植物學系、動物學系。
1949年，中央大學更名南京大學，歐陽翥仍任系主任。1952年金陵大學生物系併入南京大學生物系。
1990年，生物系和生化系合組生命科學院。1994年，生物學系更名為生物科學與技術系。

## 外部連結
- 南京大学生物系 （页面存档备份，存于）